# Îles de l'Amirauté
Pour les articles homonymes, voir île de l'Amirauté et Amirauté.
Les îles de l'Amirauté sont un groupe de dix-huit îles de la mer de Bismarck, en Papouasie-Nouvelle-Guinée. Situées dans l'archipel Bismarck,  elles sont parfois appelées les îles Manus, d'après l'île principale. Elles forment une partie de la province de Manus et couvrent une superficie de 2 100 km2.
Les îles principales comprennent : l'île Manus, les îles Los Negros, Tong, Pak, Rambutyo, Lou, les îles St Andrews, l'île Baluan et l'île Ndrova. Nombre de ces îles sont des atolls inhabités.
Le premier Européen à avoir abordé ces îles est le Hollandais Willem Schouten. Elles ont été baptisées par l'explorateur Philip Carteret en 1767.

## Géographie

### Caractéristiques
Les îles de l'Amirauté sont situées dans la partie nord de l'archipel Bismarck, au nord de l'île de Nouvelle-Guinée. Les deux principales îles, au centre du groupe, sont Manus et Los Negros. Les autres îles importantes sont Tong, Pak, Rambutyo, Lou (en) à l'est, Mbuke et Baluan au sud et Bipi à l'ouest. Ndrova, Pitylu et Ponam sont également notables dans l'histoire de l'archipel. La plupart des îles du groupe sont des atolls inhabités.
Manus culmine à 718 m d'altitude au mont Dremsel. L'île est d'origine volcanique et s'est probablement élevée à la fin du Miocène, il y a 8 à 10 millions d'années. Le substrat de l'île est soit directement volcanique, soit du calcaire corallien soulevé.

### Climat
La température des îles de l'Amirauté varie peu tout au long de l'année, atteignant 30 à 32 °C le jour et descendant à 20 à 24 °C la nuit. Les précipitations annuelles atteignent 3 382 mm en moyenne, la période juin-août étant la plus pluvieuse.

### Géographie humaine
La principale ville de l'archipel est Lorengau, sur Manus, reliée par route à l'aéroport sur l'île voisine de Los Negros. Le transport s'effectue entre les îles par bateau.
Les îles de l'Amirauté forment une partie de la province de Manus, avec les îles de l'Ouest.

## Histoire

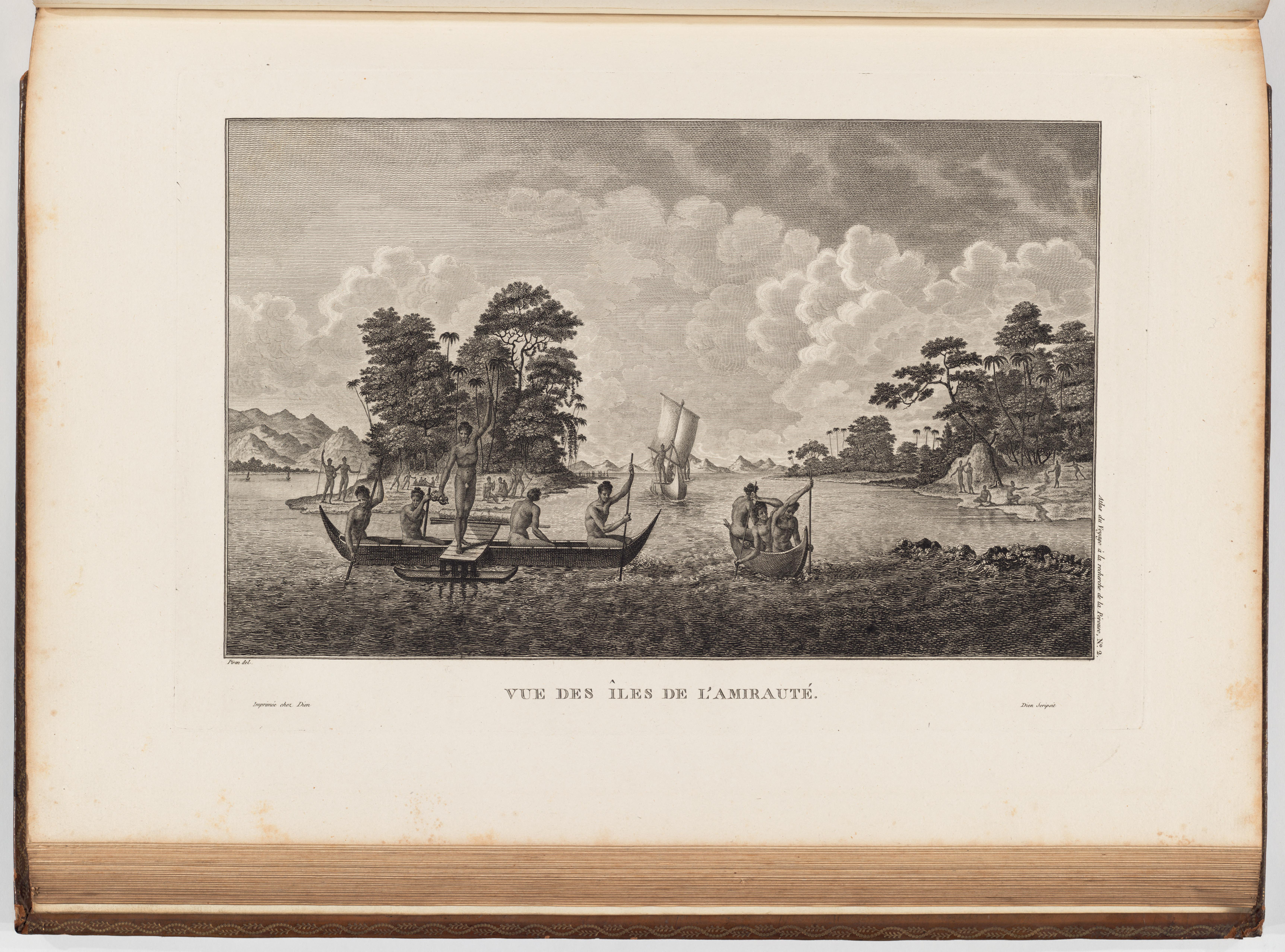
Vue des îles par l'expédition Lapérouse.

Avec la Nouvelle-Guinée, l'archipel Bismarck et les Salomon, les îles de l'Amirauté sont habitées pour la première fois il y a environ 40 000 ans, lors de la vague de migration provenant du sud-est asiatique qui a également peuplé l'Australie. Les premières sociétés semblent cultiver du taro et avoir délibérément introduit des animaux sauvages depuis la Nouvelle-Guinée, comme les bandicoots ou les rats. De l'obsidienne est collectée et échangée dans les îles.
La civilisation Lapita émerge il y a environ 3 500 ans, s'étendant des îles de l'Amirauté jusqu'aux Tonga et aux Samoa. D'origine incertaine, elle se caractérise par des poteries, des maisons sur pilotis, l'introduction d'animaux domestiques comme le cochon, le chien ou le poulet, et des développements substantiels dans l'agriculture et la technique maritime, permettant au commerce à longue distance de se développer. La société Lapita, en tant que culture distincte et réseau commercial étendu, s'effondre il y a environ 2 000 ans.
Le premier Européen à aborder les îles est le Hollandais Willem Schouten en 1616. Elles sont baptisées par l'explorateur britannique Philip Carteret en 1767.
Entre 1884 et 1914, la région est administrée comme partie de la colonie de Nouvelle-Guinée allemande. En novembre 1914, les îles sont occupées par des troupes australiennes. Après la Première Guerre mondiale, les îles sont gouvernées par l'Australie sous un régime de mandat de la Société des Nations.
Durant la Seconde Guerre mondiale, les troupes japonaises envahissent les îles le 7 avril 1942. En 1944, les forces japonaises sont attaquées et chassées par les forces alliées lors de la campagne des îles de l'Amirauté.

## Linguistique
Les langues des îles de l'Amirauté sont un groupe de langues océaniennes dans la branche malayo-polynésienne des langues austronésiennes.